# 22 Pułk Piechoty Liniowej
22 Pułk Piechoty Liniowej – polski pułk piechoty okresu powstania listopadowego.

## Formowanie i zmiany organizacyjne
Po abdykacji Napoleona, car Aleksander I wyraził zgodę na odesłanie oddziałów polskich do kraju. Miały one stanowić bazę do tworzenia Wojska Polskiego pod dowództwem wielkiego księcia Konstantego. 13 czerwca 1814 roku pułkowi wyznaczono miejsce koncentracji wPłocku. Pułk nie został jednak odtworzony, bowiem etat armii Królestwa Polskiego przewidywał tylko 12 pułków piechoty. Nowe pułki piechoty sformowano dopiero po wybuchu powstania listopadowego. Rozkaz dyktatora gen. Józefa Chłopickiego z 10 stycznia 1831 roku nakładał obowiązek ich organizowania na władze wojewódzkie. 22 pułk piechoty tworzony był w województwie podlaskim pierwotnie pod nazwą: 2 Pułk Województwa Podlaskiego. Zgodnie z etatem pułk miał składać się ze sztabu i trzech batalionów piechoty liniowej po cztery kompanie, winien liczyć 57 oficerów, 216 podoficerów, 40 muzykantów, i 2355 szeregowych frontowych i 27 żołnierzy niefrontowych. W sumie w pułku miało służyć 2695 żołnierzy.
W marcu 1931 roku pułk wszedł w skład Korpusu Obserwacyjnego gen. Paca.
Pułk walczył pod Budziskami (18 czerwca), Iłżą (9 sierpnia) i Lipskiem (10 września).

## Żołnierze pułku
Pułkiem dowodzili:
- ppłk Teodor Włodzimierz Kalinkowski[a]
- mjr Ignacy Józef Rusiecki (od 12 sierpnia, awansował do stopnia płk 25 września).

## Walki pułku
Po zajęciu Podlasia przez Rosjan 22 pułk piechoty liniowej organizował się na terenie województwa radomskiego. W końcu będąc wówczas w składzie dwóch batalionów, podporządkowany został grupie dozorowania górnej Wisły gen. Sierawskiego. 2 maja pod Łęgiem Opolskim i 10 maja pod Paprotnią stoczył swoje pierwsze potyczki. Występując nadal w sile dwóch batalionów, w połowie czerwca przydzielony został do grupy gen. Ramorino.
16 czerwca przeprawiła się przez Wisłę pod Gołębiem i wziął udział w wyprawie łysobyckiej przeciwko rosyjskiemu korpusowi gen. Rudigera. Grupa przeszła Wieprz pod Bobrownikami i kierowała się na Budziska. 22 pp wspólnie z dwoma szwadronami jazdy sandomierskiej maszerował w straży przedniej. 18 czerwca w Podwodowie doszło do walki awangardy. Dwukrotnie silniejszy oddział gen. Dawidowa po krótkiej walce wyparł 22 pułk i jazdę sandomierską z miejscowości. Dowódca korpusu gen. Ramorino nie czekając na cofający się 22 pp odszedł z Sobieszyna do Okrzei. W ten sposób zaprzepaścił szanse współdziałania z nadciągającym od strony Mińska Mazowieckiego korpusem gen. Jankowskiego. Obaj dowódcy stracili okazję pobicia znacznie słabszego przeciwnika.
Po powrocie na prawy brzeg Wisły 22 pułk piechoty włączony został do korpusu gen. Wincentego Szeptyckiego, osłaniającego południowo-zachodnie województwa Królestwa Polskiego. W pierwszych dniach sierpnia korpus Rudigera przeprawił się przez Wisłę pod Józefowem.
Na stojący w Janowcu 22 pp uderzyły trzykrotnie liczniejsze oddziały rosyjskie. Liczący ok. 1500 żołnierzy, wzmocniony trzema 3-funtowymi działkami 22 pp wycofywał się na północ. Tu drogę zagrodziły mu trzy bataliony Geismara. Pułk stracił 300 poległych i dużą liczbę rannych. Ranny dowódca pułku wraz z ok. 500 żołnierzami dostał się do niewoli. Pod Gniewoszowem (9 sierpnia) pułk poniósł klęskę. Z pogromu ocalał tylko półbatalion mjr. Ignacego Józefa Rusieckiego. Ocalał też III/22 pułku pozostający pod osobistym dowództwem gen. Różyckiego. Stoczył on pod Iłżą zwycięską potyczkę z rosyjską kolumną gen. Kwitnickiego.
Po klęsce odtworzono pułk łącząc półbatalion ppłk. Rusieckiego z III batalionem. Odtworzony pułk prowadził w Górach Świętokrzyskich, tzw. małą wojnę. Pod dowództwem gen. Różyckiego pobił 11 sierpnia pod Zakrzowem księcia Wirtemberskiego i skutecznie paraliżował ruch Riidigera na południe.
Stoczył bitwę pod Chotczą Górną i wycofał się do Puszczy Iłżeckiej. Po kilkudniowym lokalnym rozejmie stoczył 22 września bitwę pod Łagowem tracąc kompanię piechoty. Ostatnią walkę stoczył 24 września pod Górami. Po bitwie gen. Różycki rozdzielił pieniądze i zapasy, rozwiązał pułk i przeszedł w granice Wolnego Miasta Krakowa. Tam, na ręce Austriaków złożono broń.

## Uzbrojenie i umundurowanie
Uzbrojenie podstawowe piechurów stanowiły kosy i piki oraz karabiny skałkowe. Zapewne były to karabiny francuskie wz. 1777 (kaliber broni 17,5 mm), być może rosyjskie z fabryk tulskich wz. 1811 (kaliber 17,78 mm), z bagnetami. W późniejszym okresie uzbrojenie poprawiało się, dzięki broni zdobycznej i dostawom karabinów własnej produkcji. Poza kosami lub karabinami piechurzy posiadali siekiery, a w późniejszym okresie niekiedy także tasaki (pałasze piechoty). Oficerowie byli uzbrojeni w szable i pistolety. Wyposażenie żołnierzy, uzbrojonych w karabiny, uzupełniała ładownica na 40 naboi (czasem zastępowana torbą płócienną) oraz pochwa na bagnet.
Umundurowanie początkowo było niejednolite i powinno składać się z:
- wołoszki lub sukmany, najlepiej sukiennej, podszytej płótnem, w kolorze zgodnym ze strojem włościańskim w danym województwie, z kołnierzem w kolorze województwa:
- kaftana lub kożuszka z rękawami, zakrywającego podbrzusze;
- spodni sukiennych, płótnem podszytych, szarych lub w kolorze wołoszki;
- ciżem (trzewików) lub butów krótkich (z krótkimi cholewami);
- furażerki z zausznicami, z lampasem (otokiem) w kolorze województwa;
- dwóch halsztuchów (co można tłumaczyć na „szalik” lub „krawat”) czarnych;
- trzech koszul;
- pary rękawiczek bez palców;
- dwóch par gatek (kalesonów) płóciennych.

Wypustki żółte.